# Chiesa del Sacro Cuore (Savona)
La chiesa del Sacro Cuore sorge prospiciente ai giardini pubblici del Prolungamento a mare, nel comune di Savona.
Dal 2013, di Domenica e nei giorni festivi, nella chiesa viene officiata anche la Divina Liturgia per i fedeli della Chiesa cattolica di rito bizantino-ucraino.

## Caratteristiche
La chiesa fu realizzata dal 1935 al 1937 per sopperire alle esigenze della popolazione stabilitasi nei nuovi quartieri savonesi costruiti tra fine XIX secolo e inizi XX secolo nella zona compresa tra il Priamar e il Letimbro. Di grandi dimensioni, l'edificio appare sobrio e severo. Ha navata unica con presbiterio quadrato ed è privo di campanile. 
Contiene alcune ceramiche di Raffaele Collina, di Renata Galbiati e di Andrea Gianasso, una tela della pittrice savonese Veronica Murialdo del 1877, un ciclo di mosaici nel presbiterio ed alle pareti di Mario Rivetta, vetrate dell'artista savonese Sandro Lorenzini ispirate alla Genesi.
inoltre vi ha la sua sede la società sportiva Priamar